# Scorpaenodes crossotus
Scorpaenodes crossotus är en fiskart som först beskrevs av Jordan och Starks, 1904.  Scorpaenodes crossotus ingår i släktet Scorpaenodes och familjen Scorpaenidae. Inga underarter finns listade i Catalogue of Life.